# 1865 w sztukach plastycznych
Wydarzenia w sztukach plastycznych i wizualnych w 1865 roku.

## Malarstwo
- James McNeill Whistler

Kompozycja błękitno-srebrna: Trouville – olej na płótnie, 50×76 cm
Plaża w Selsey Bill
- Gustave Moreau

Jazon i Medea
- Thomas Charles Farrer

Góra Tom

## Urodzeni
- 19 stycznia – Walentin Sierow (zm. 1911), rosyjski malarz
- 26 kwietnia – Akseli Gallen-Kallela (zm. 1931), fiński malarz
- 5 maja – Albert Aurier (zm. 1892), francuski krytyk sztuki i malarz
- 25 czerwca – Robert Henri (zm. 1929), amerykański malarz
- 23 września – Suzanne Valadon (zm. 1938), francuska malarka i graficzka
- 28 grudnia – Félix Vallotton (zm. 1925), szwajcarski malarz

## Zmarli
- 21 lutego – Constant Troyon (ur. 1810), francuski malarz
- 18 czerwca – Antoine Wiertz (ur. 1806), belgijski malarz i rzeźbiarz
- 14 sierpnia – Fitz Hugh Lane (ur. 1804), amerykański malarz
- 23 sierpnia – Ferdinand Georg Waldmüller (ur. 1793), austriacki malarz
- 23 grudnia – Charles Lock Eastlake (ur. 1793), angielski malarz